# Piz Boè
Der Piz Boè (deutsch: Boespitze) ist mit 3152 Metern höchster Berg und einziger Dreitausender der Sellagruppe in den Dolomiten. Auf dem Gipfel treffen drei italienische Provinzen aufeinander: Südtirol, Belluno und das Trentino.
Er gilt als „leichtester Dreitausender“ der Dolomiten und ist von der Bergstation der Seilbahn zum Gipfel des Sass Pordoi in gut einer Stunde zu erreichen, wobei einige schwierigere Passagen mit Drahtseilen gesichert sind. Die schriftlich dokumentierte Erstbesteigung des Gipfels gelang 1864 dem Wiener Alpinisten Paul Grohmann.
Auf dem Gipfel befindet sich seit 1969 das Rifugio Capanna Piz Fassa, eine kleine, im Sommer bewirtschaftete Schutzhütte mit beschränkter Übernachtungsmöglichkeit. Im Jahre 1974 wurde auf dem Gipfel ein weithin sichtbarer Telefon-Reflektor errichtet. 
Wegen seiner leichten Erreichbarkeit, des überragenden Panoramas, der bewirtschafteten Schutzhütte und trotz der gravierenden Gipfelverbauung wird der Piz Boè sehr häufig besucht.
Der Piz Boè lockt auch mit einem der schwierigsten aller bisher gebauten Klettersteige, dem Piazzetta-Klettersteig (italienisch Via ferrata Cesare Piazzetta). Die ersten 150 Höhenmeter des Klettersteiges sind extrem kraftraubend und anspruchsvoll. Danach folgt Kletterei im I. und II. Schwierigkeitsgrad. Dieser Teil ist jedoch auch nicht zu unterschätzen, weil zum einen mehrere Stellen sehr luftig sind; zum anderen (die schönste Stelle) eine Scharte über eine Hängebrücke überquert werden muss. Der Piazzetta-Klettersteig wurde 1982 eingerichtet, und die ersten 150 Höhenmeter sind im Urzustand mit dem V. Schwierigkeitsgrad zu bewerten. Der weitgehend senkrechte Teil der Felswand ist überwiegend südseitig gelegen, so dass Vereisung und Nässe nicht zu befürchten sind. Im geneigten Fels der freien Kletterpassagen können allerdings Schnee und Eisreste böse Überraschungen bereiten.
Weitere Möglichkeiten zum Aufstieg bestehen vom Grödner Joch und von Corvara über die Franz-Kostner-Hütte. Neben den zwei relativ einfachen Normalwegen vom Sass Pordoi bzw. der Boèhütte bestehen Aufstiegsmöglichkeiten über den Pisciadù-Klettersteig (Grödnerjoch, mittel), den Lichtenfelser Klettersteig (Corvara, leicht) und den Valloner Klettersteig (Corvara, mittel). Der Auf- oder Abstieg durch das Mittagstal (Val de Mesdì) sollte nur von geübten Bergsteigern bei sicherem Wetter begangen werden.
Außerdem wird jedes Jahr ein Extremberglauf auf den Piz Boè veranstaltet. Der Start erfolgt in der Ortschaft Canazei im Fassatal.

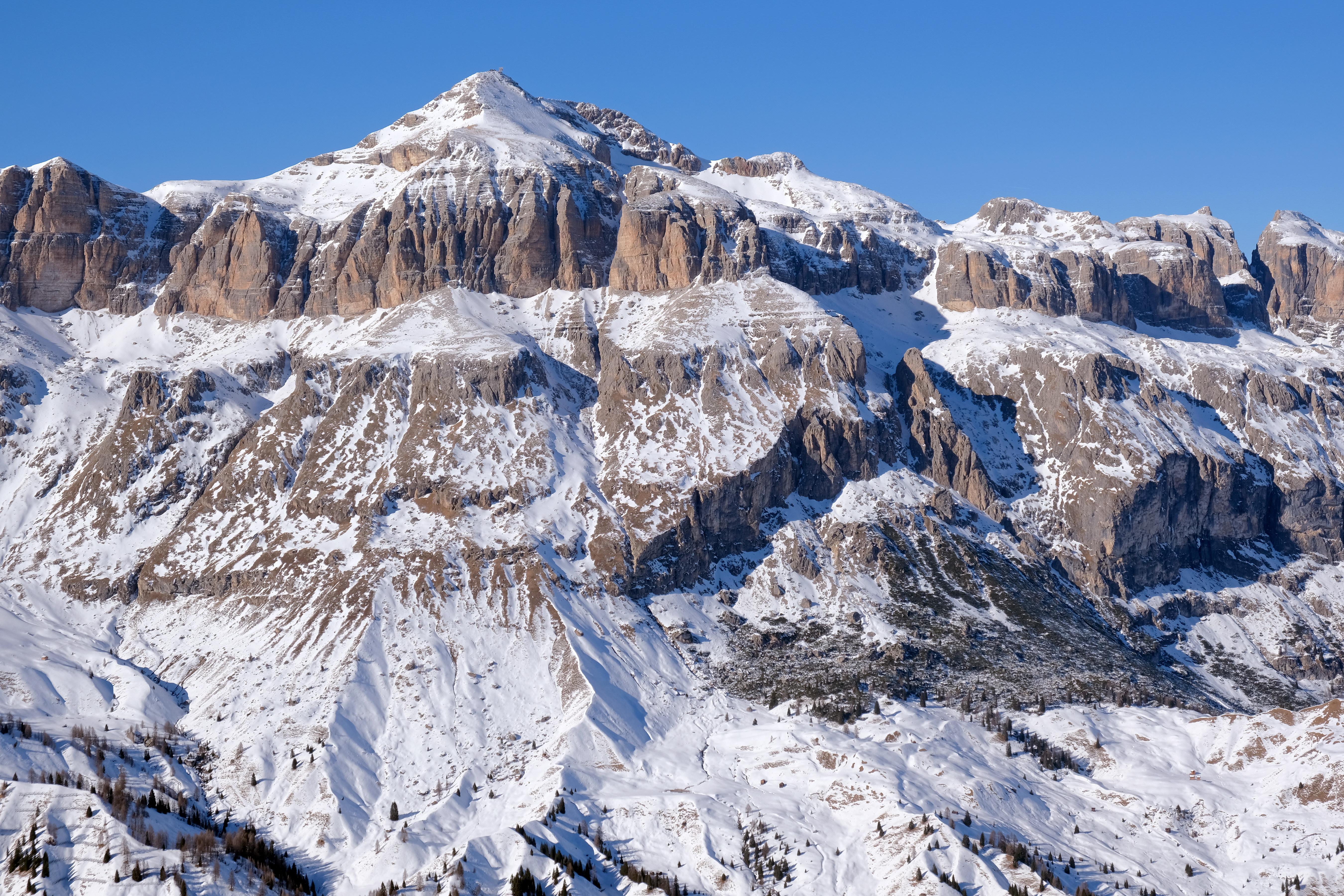
Sellastock mit dem markanten Piz Boè von der Marmolata
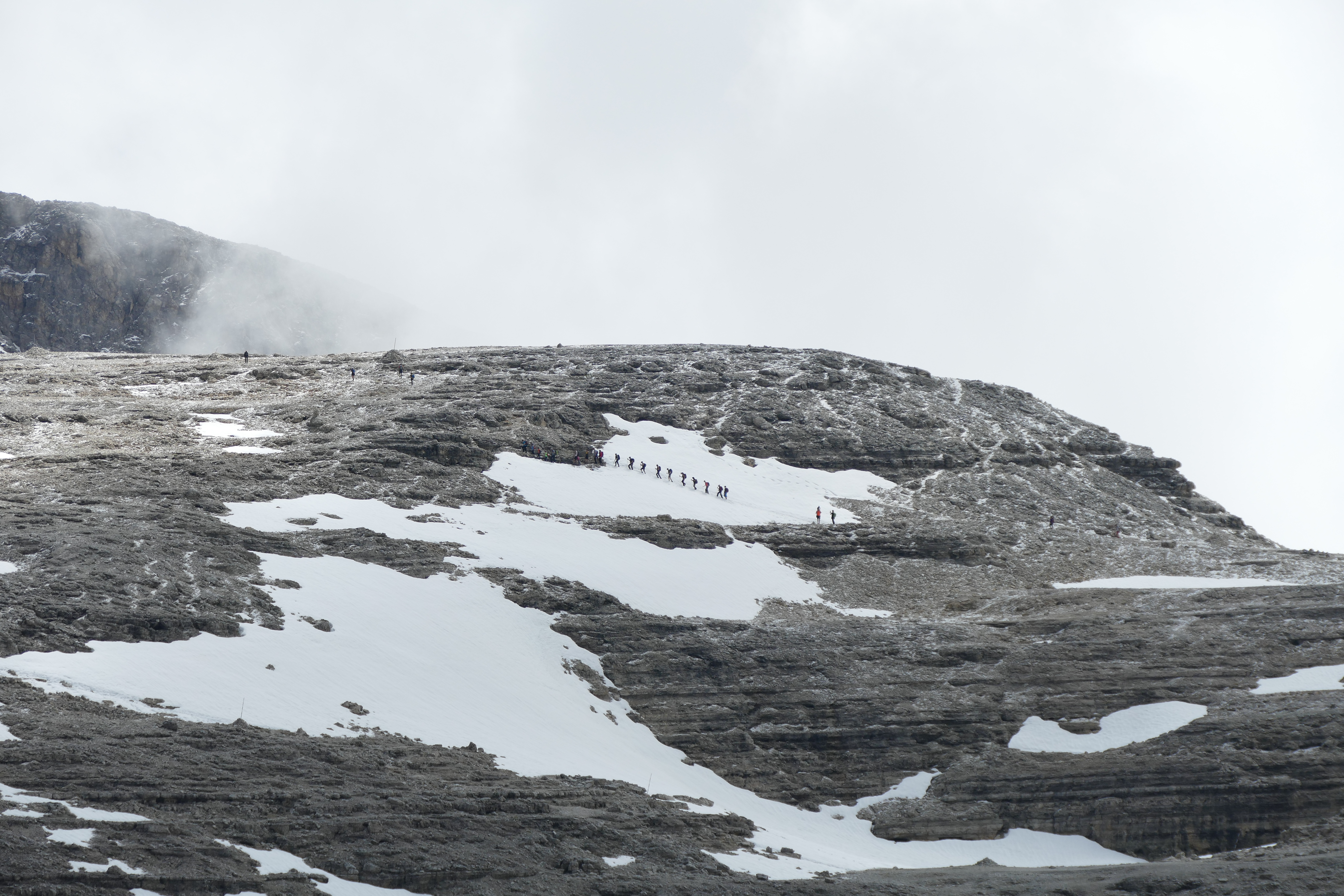
Aufstieg zum Piz Boè vom Sass Pordoi aus
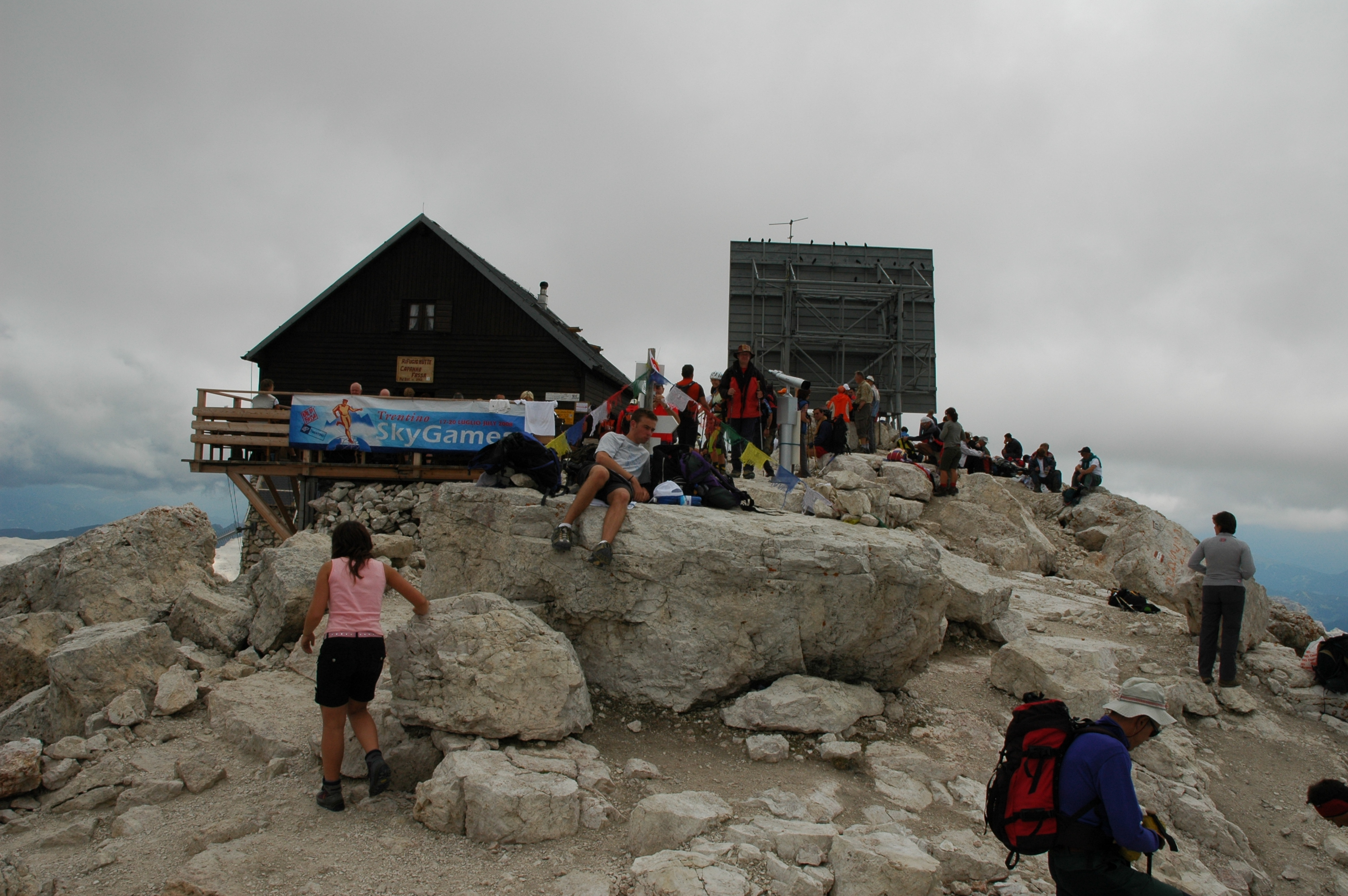
Gipfel des Piz Boè mit Rifugio Capanna Piz Fassa und Telefon-Reflektor
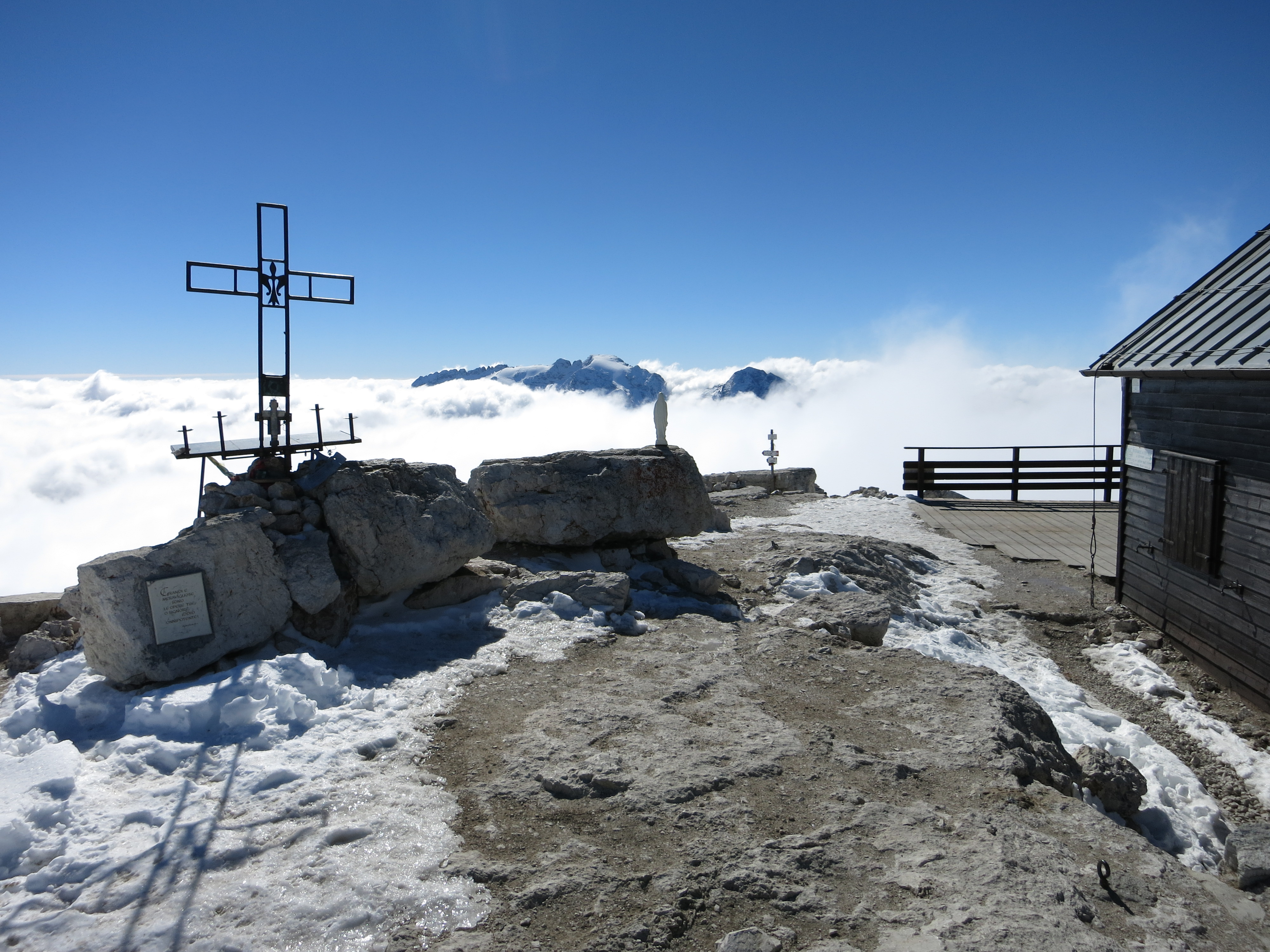
Auf dem Gipfel mit Blick Richtung Marmolata